# Анђело Перуци
Анђело Перуци (итал. Angelo Peruzzi; 16. фебруар 1970, Блера) је бивши италијански фудбалски голман.

## Каријера
Перуци је своју каријеру започео у Роми 1987. године, да би 1989. био позајмљен Верони. Био је један од двојице Роминих играча (други је Андреа Карневале) који су у октобру 1990. суспендовани на годину дана неиграња због пада на допинг тесту. Прелази у Јувентус 1991. године, где је убрзо постао први голман екипе уместо Стефана Таконија. Са екипом је освојио 3 Скудета, Куп УЕФА, и Лигу шампиона сезоне 1995/96. када је у финалу Јувентус победио Ајакс након извођења једанаестераца, где је Перуци одбранио два једанаестерца.
Након Јувентуса једну сезону је провео у Интеру, да би затим прешао у Лацио. У Лацију остаје до 2007. године, када и завршава каријеру. Перуци је 3 пута био проглашаван за најбољег голмана Серије А, и једини је голман уз Ђанлуиђија Буфона који је више пута освајао ту награду од њеног оснивања 1997. године.

## Репрезентација
Анђело Перуци је дебитовао за репрезентацију Италије 25. марта 1995. на мечу против Естоније. Био је део репрезентације на Европском првенству 1996, док се пред Светско првенство 1998. и Европско првенство 2000. оба пута повредио, па су његово место заузимали Ђанлука Паљука, односно Франческо Толдо. Био је резервни голман на Светском првенству 2006, када је Италија четврти пут постала првак света, а након првенства Перуци се пензионисао од репрезентације.

## Трофеји
Јувентус
- Серија А: 1994/95, 1996/97, 1997/98
- Куп Италије: 1994/95
- Суперкуп Италије: 1995, 1997
- Куп УЕФА: 1992/93
- Лига шампиона: 1995/96
- Интерконтинентални куп: 1996

Лацио
- Суперкуп Италије: 2000
- Куп Италије: 2003/04

Италија
- Светско првенство: 2006

Индивидуални
- Најбољи голман Серије А у години: 1997, 1998, 2007